# Carrascosa de Haro
Carrascosa de Haro ist eine Gemeinde (municipio) und ein Dorf mit 91 Einwohnern (Stand: 2024) in der Provinz Cuenca in der Autonomen Region Kastilien-La Mancha. 

## Lage und Klima
Carrascosa de Haro liegt etwa 75 Kilometer südwestlich von Cuenca in einer Höhe von ca. 790 m. In Carrascosa de Haro herrscht Steppenklima. Mit 407 mm/Jahr gibt es vergleichsweise wenig Niederschlag.

## Bevölkerungsentwicklung
| Jahr      | 1970 | 1981 | 1991 | 2001 | 2011 | 2021 |
| Einwohner | 313  | 201  | 166  | 148  | 130  | 101  |

## Sehenswürdigkeiten

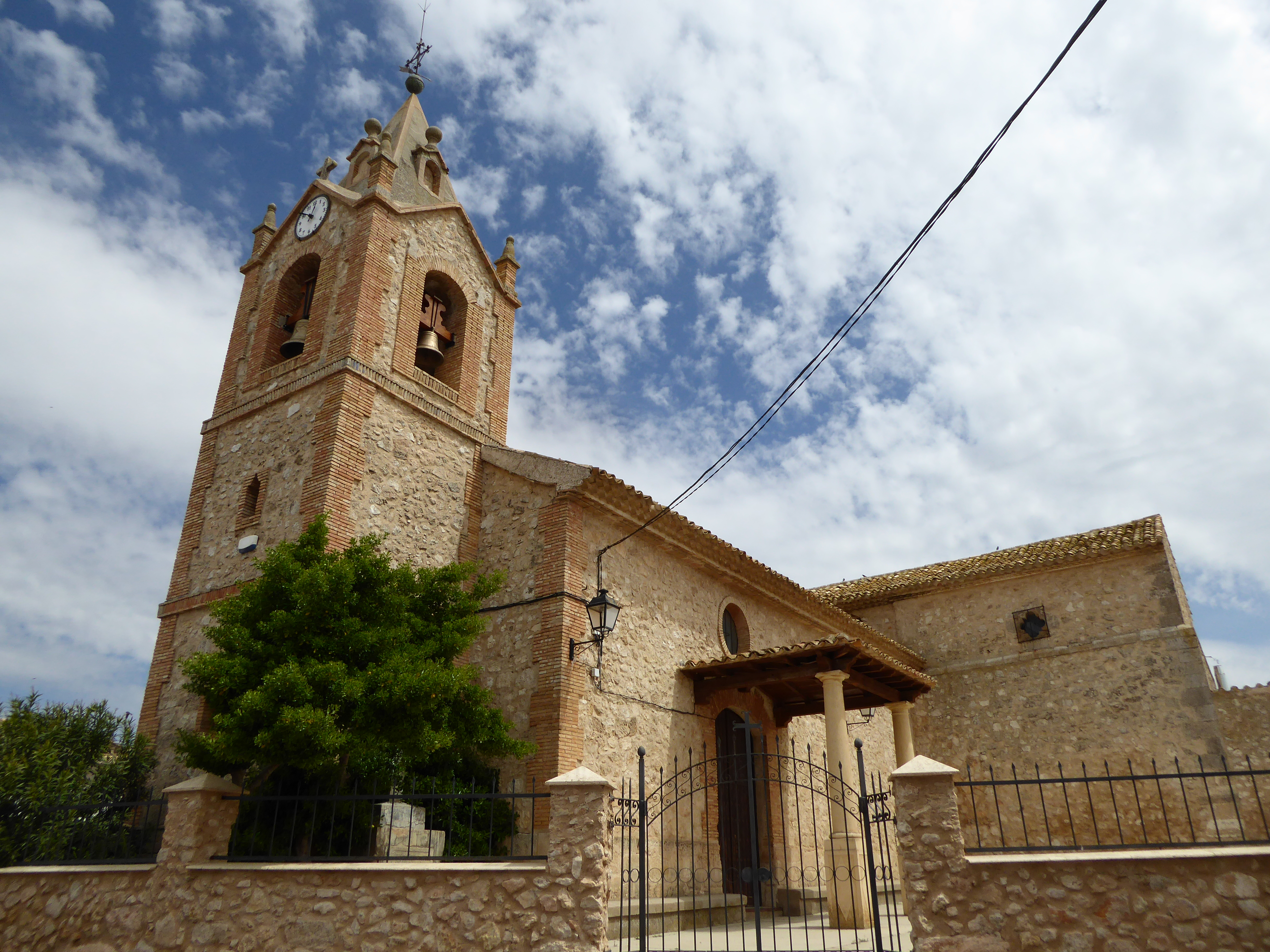
Kirche Mariä Himmelfahrt
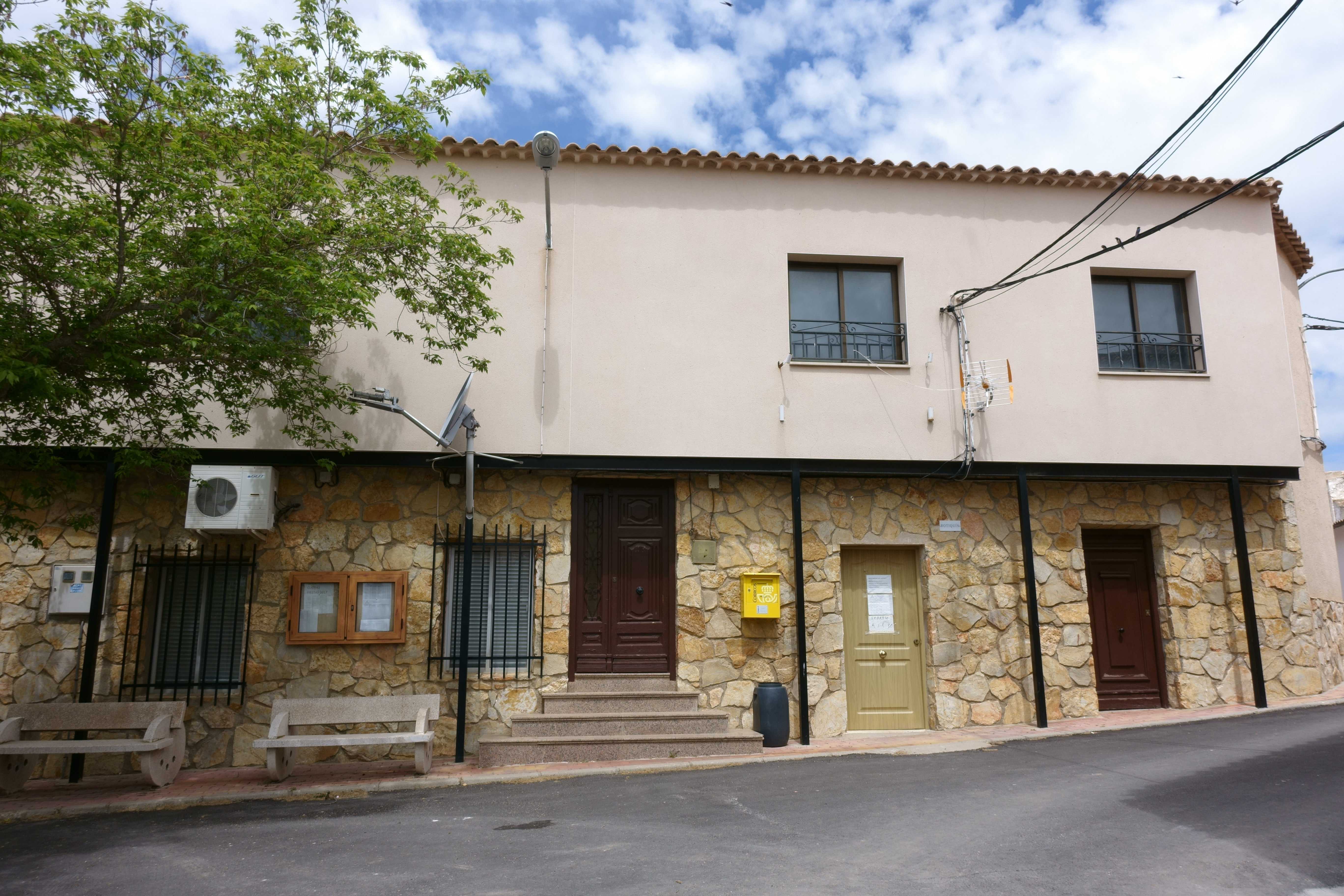
Kapelle

- Kirche Mariä Himmelfahrt
- Rathaus